# David Letterman
David Michael Letterman (Indianápolis, 12 de abril de 1947) é um apresentador de televisão, comediante, escritor e produtor norte-americano. Ele foi apresentador de talk shows de televisão durante 33 anos, começando em 1 de fevereiro de 1982, onde apresentava o Late Night com David Letterman na NBC, e terminando em 20 de maio de 2015, com a transmissão do último Late Show with David Letterman na CBS. No total, Letterman realizou 6 028 episódios de Late Night e Late Show, superando em 2008 seu amigo e mentor Johnny Carson como o apresentador de carreira mais longa na história da televisão norte-americana. Em 1996, Letterman ficou em 45º no Guia de TV "50 maiores estrelas de TVs de Todos os Tempos". Em 2002, The Late Show com David Letterman ficou em sétimo lugar nos 50 maiores programas de TV de todos os tempos da TV Guide.
Seu último programa foi ao ar nos Estados Unidos em 20 de maio de 2015. Ele foi substituído pelo também comediante Stephen Colbert. Atualmente, Letterman apresenta uma série da Netflix chamada My Next Guest Needs No Introduction with David Letterman.
Letterman também é produtor de televisão e cinema. Sua empresa, a Worldwide Pants Incorporated, produziu seus shows, bem como o The Late Late Show com Craig Ferguson e também já produziu várias séries cômicas de sucesso, com a mais famosa sendo Everybody Loves Raymond. Vários apresentadores de fim de noite citaram a influência de Letterman, incluindo Conan O'Brien (seu sucessor no Late Night), Stephen Colbert (seu sucessor no The Late Show), Jimmy Fallon, Jimmy Kimmel e Seth Meyers.

## Início da vida e carreira
Letterman nasceu em Indianápolis, Indiana. Seu pai, Harry Joseph Letterman (15 de abril de 1915 - 13 de fevereiro de 1973), era um florista. Sua mãe, Dorothy Marie Letterman Mengering (nascida Hofert; 18 de julho de 1921 - 11 de abril de 2017), uma secretária da Igreja da Segunda Igreja Presbiteriana de Indianápolis, foi uma figura ocasional no programa de Letterman, geralmente em feriados e aniversários.
Ele morava no lado norte de Indianápolis (Broad Ripple Village), a cerca de 19 quilômetros do Indianapolis Motor Speedway e gostava de colecionar modelos de carros, incluindo corredores. Em 2000, ele disse a um entrevistador da Esquire que, enquanto crescia, ele admirava a capacidade do pai de contar piadas e ser a vida da festa. Harry Joseph Letterman sobreviveu a um ataque cardíaco aos 36 anos, quando David era um menino. O medo de perder o pai estava constantemente com Letterman enquanto ele crescia. O pai morreu de um segundo ataque cardíaco aos 57 anos.
Letterman frequentou a Broad Ripple High School de sua cidade natal e trabalhou como estoquista no supermercado local Atlas. De acordo com o Ball State Daily News, ele originalmente queria frequentar a Universidade de Indiana, mas suas notas não eram boas o suficiente, então ele frequentou a Ball State University, em Muncie, Indiana. Ele é um membro da fraternidade Sigma Chi, e se formou em 1969 a partir do então Departamento de Rádio e Televisão. Aluno médio descrito por ele mesmo, Letterman mais tarde dotou-se de uma bolsa de estudos para o que chamou de "estudantes C" no Ball State.
Letterman começou sua carreira de radiodifusão como locutor e apresentador de notícias na estação de rádio administrada por estudantes da faculdade - WBST - uma estação do campus de 10 watts que agora faz parte da Indiana Public Radio. Ele foi demitido por tratar a música clássica com irreverência. Ele então se envolveu com a fundação de outra estação no campus - WAGO-AM 570 (agora WWHI, 91.3).
| “ | Eu acabara de sair da faculdade [em 1969] e realmente não sabia o que queria fazer. E então, de repente, eu vi ele fazendo isso [na TV]. E eu pensei: isso é realmente o que eu quero fazer! | ” |
|   | — David Letterman, se referenciando a Paul Dixon como influenciador no início de sua carreira..                                                                                              |   |

### Meteorologista
Logo depois de se formar na Ball State em 1969, Letterman começou sua carreira como apresentador de rádio na WNTS (AM) e na estação de televisão WLWI de Indianápolis (que mudou seu indicativo para WTHR em 1976) como âncora e meteorologista. Ele recebeu alguma atenção por seu comportamento imprevisível no ar, que incluiu felicitar uma tempestade tropical por ter sido promovida a um furacão e prever pedras de granizo "do tamanho de presas enlatadas". Ele também ocasionalmente relatava o tempo e as temperaturas muito altas e baixas do dia para cidades fictícias ("oito polegadas de neve em Bingree e áreas adjacentes") enquanto em outra ocasião dizia que uma fronteira estatal havia sido apagada quando um mapa de satélite acidentalmente omitiu a fronteira do estado entre Indiana e Ohio, atribuindo-o a negociações políticas sujas. ("Os superiores removeram a fronteira entre Indiana e Ohio, tornando-a um estado gigante. Pessoalmente, sou contra. Não sei o que fazer sobre isso".)
Em 1971, Letterman apareceu como repórter da ABC Sports para a cobertura das 500 Milhas de Indianápolis de 1971 (a sua primeira aparição de transmissão nacional). Letterman foi inicialmente apresentado como Chris Economaki, embora isso tenha sido corrigido no final da entrevista (Jim McKay anunciou seu nome como Dave Letterman). Letterman entrevistou Mario Andretti, que acabara de sair da corrida.

### Mudança para Los Angeles

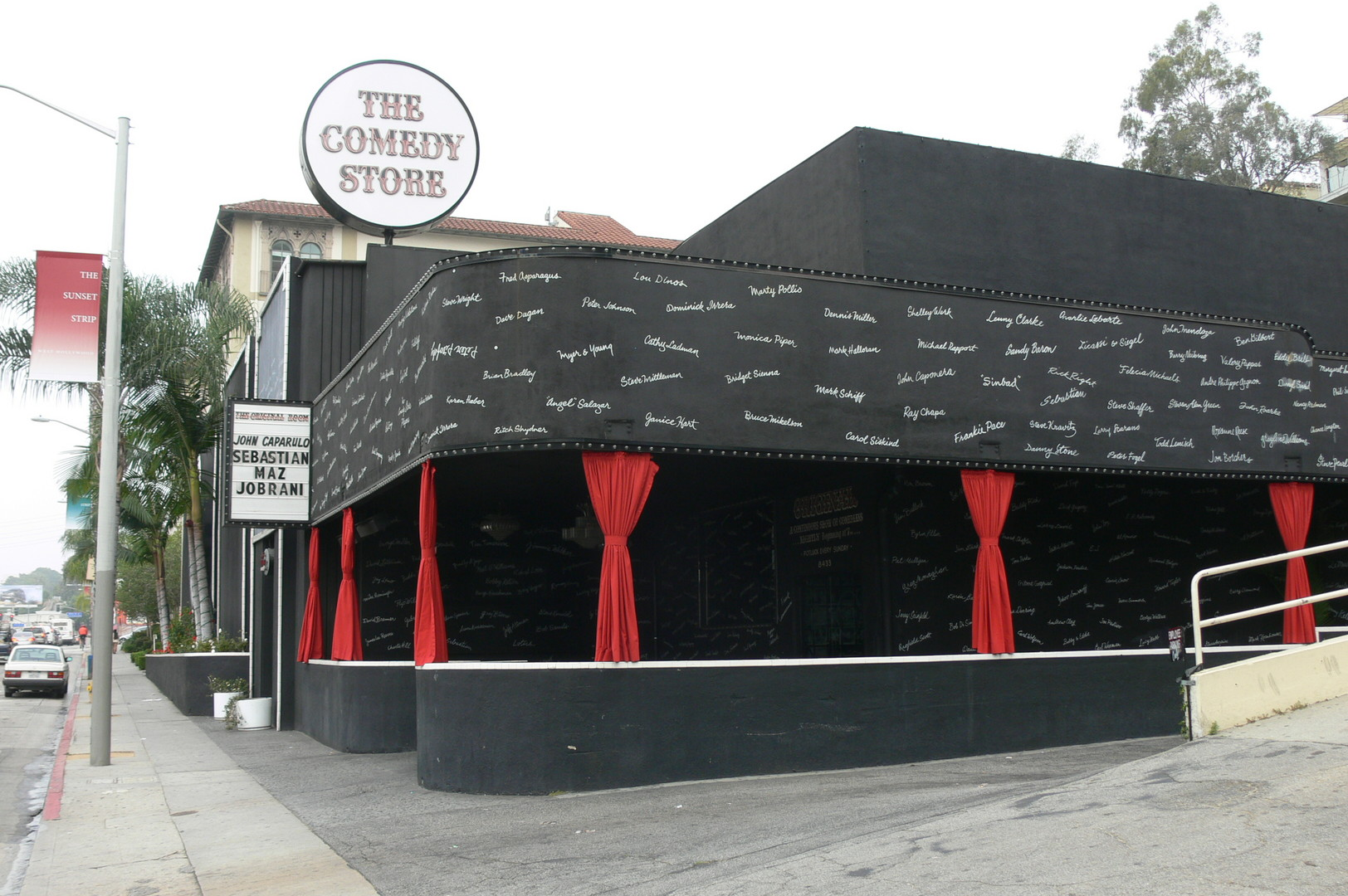
The Comedy Store, onde Letterman começou sua carreira em Los Angeles.

Em 1975, encorajado por sua então esposa Michelle e vários de seus irmãos da fraternidade Sigma Chi, Letterman mudou-se para Los Angeles, com a esperança de se tornar um escritor de comédia. Ele e Michelle arrumaram seus pertences em sua caminhonete e foram para o oeste. No ano de 2012, ele ainda possuía o caminhão. Em Los Angeles, ele começou a apresentar seu show de comédia na The Comedy Store. Jimmie Walker o viu no palco; com um endosso de George Miller, Letterman se juntou a um grupo de comediantes que Walker contratou para escrever piadas para seu ato de stand-up, um grupo que em vários momentos também incluiria Jay Leno, Paul Mooney, Robert Schimmel, Richard Jeni, Louie Anderson, Elayne Boosler, Byron Allen, Jack Handey e Steve Oedekerk.
No verão de 1977, Letterman era escritor regular na série de seis semanas de verão no The Starland Vocal Band Show, transmitida pela CBS. Ele co-estrelou na comédia especial de Barry Levinson, Peeping Times, que foi ao ar em janeiro de 1978. Mais tarde naquele ano, Letterman era um membro do elenco do programa de variedades de Mary Tyler Moore. Letterman fez uma aparição em Mork & Mindy (como uma paródia do líder da EST, Werner Erhard) e aparições em programas de jogos como The Pyramid, The Gong Show, Hollywood Squares e Password Plus, bem como o programa de culinária canadense de celebridades Cooks (novembro de 1977), talk shows, como 90 minutos ao vivo (24 de fevereiro e 14 de abril de 1978), e The Mike Douglas show (3 de abril 1979 e 7 de fevereiro de 1980). Ele também foi testado para o papel principal no filme 1980 Airplane!, um papel que eventualmente foi para Robert Hays.
Seu humor seco e sarcástico chamou a atenção de olheiros para The Tonight Show estrelando Johnny Carson, e Letterman logo foi um convidado regular do programa. Letterman tornou-se um dos favoritos de Carson e foi um convidado regular para o show a partir de 1978. Letterman credita Carson como a pessoa que mais influenciou sua carreira.

## NBC

### Show matutino

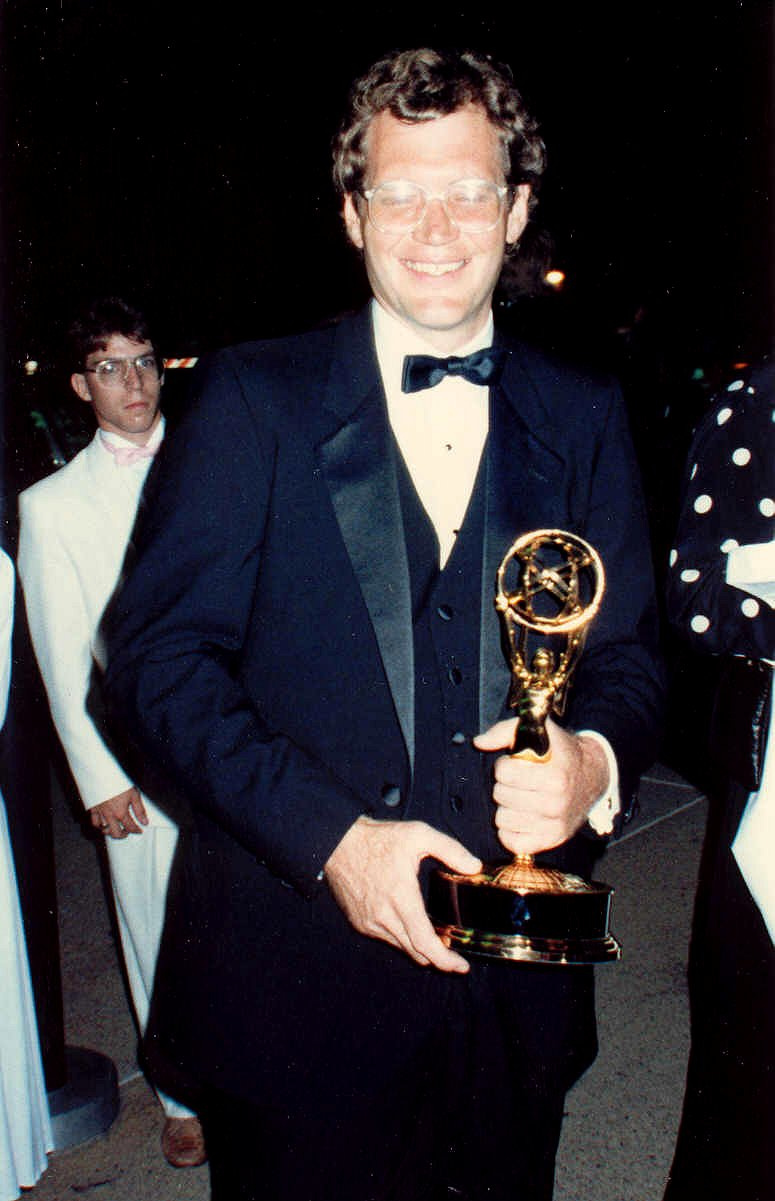
Letterman no Emmy Awards em 1986.

Em 23 de junho de 1980, Letterman fez seu próprio programa de comédia matinal na NBC, The David Letterman Show. Foi originalmente feito com 90 minutos de duração, mas foi reduzido para 60 minutos em agosto de 1980. O show foi um sucesso crítico, ganhando dois prêmios Emmy, mas acabou sendo cancelado, o último show em 24 de outubro de 1980.

### Late Night with David Letterman
A NBC manteve Letterman sob contrato (pagando-o) para poder experimentá-lo em um horário diferente. Late Night with David Letterman estreou em 1 de fevereiro de 1982; o primeiro convidado no primeiro show foi Bill Murray. Murray mais tarde se tornou um dos convidados mais recorrentes de Letterman, participando do episódio de 30 anos do programa, que foi ao ar em 31 de janeiro de 2012 e no último show, que foi ao ar em 20 de maio de 2015. Era visto como sendo ousado e imprevisível, e logo desenvolveu um culto de seguidores (particularmente entre estudantes universitários). A reputação de Letterman como um entrevistador amargo foi confirmada em disputas verbais com Cher (que até o chamou de idiota no programa), Shirley MacLaine, Charles Grodin e Madonna. O show também contou com segmentos de comédia e personagens em execução, em um estilo fortemente influenciado pelos programas de 1950 e 1960 de Steve Allen.
O show frequentemente apresentava características regulares peculiares e que zombavam de gêneros, incluindo "Stupid Pet Tricks" (que teve suas origens no programa matinal de Letterman), Stupid Human Tricks, soltando vários objetos do telhado de um prédio de cinco andares, demonstrações de roupas não-ortodoxas (como ternos feitos de Alka-Seltzer e Velcro), uma lista de Top 10 recorrente, o Monkey-Cam (e o Audience Cam), um segmento de atendimento de letra jocosa, vários "Film [s] pelo meu cão Bob", em que uma câmera foi montada em próprio cão de Letterman (muitas vezes com resultados cômicos) e Small Town News, sendo que todos eles acabariam por se mudar com Letterman para a CBS.
Outros momentos memoráveis incluíram Letterman usando um megafone para interromper uma entrevista ao vivo no The Today Show, anunciando que ele era o presidente da NBC News e que ele não estava usando calças; andando pelo corredor até o Studio 6B, na época o estúdio de notícias da WNBC-TV, e interrompendo os segmentos de tempo de Al Roker durante o Live at Five; e encenar "corridas de elevador", completo com comentários por Bob Costas da NBC Sports. Em uma aparência infame, em 1982, Andy Kaufman (que já estava usando um colar cervical) apareceu com o lutador profissional Jerry Lawler, que bateu no comediante o levando ao chão (embora amigo de Lawler e Kaufman Bob Zmuda mais tarde revelou que o evento foi encenado).

## CBS

### Late Show with David Letterman

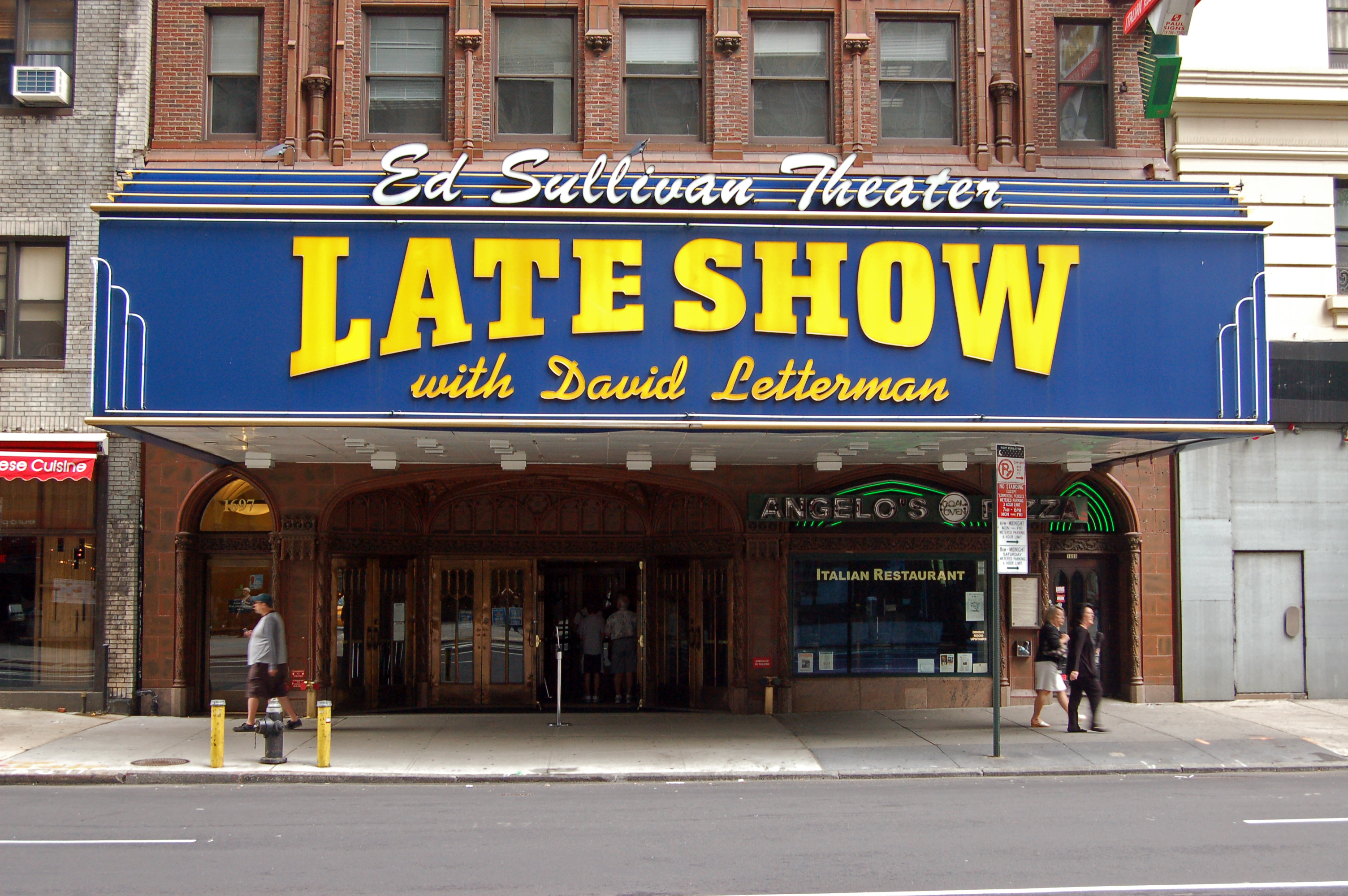
O Ed Sullivan Theater, onde o Late Show with David Letterman era gravado

Em 1992, Johnny Carson se aposentou, e muitos fãs acreditavam que Letterman se tornaria apresentador do The Tonight Show. Quando a NBC entregou o trabalho a Jay Leno, Letterman deixou a NBC para apresentar seu próprio programa noturno na CBS, disputando a audiência com o The Tonight Show às 11h30, chamado Late Show with David Letterman. O novo show estreou em 30 de agosto de 1993 e foi gravado no histórico Ed Sullivan Theater, onde Ed Sullivan transmitiu sua série de variedades de 1948 a 1971. Para a chegada de Letterman, a CBS gastou US$ 8 milhões em reformas. Além deste custo, a CBS também fez um contrato com Letterman de três anos, onde ele lucrou US$ 14 milhões por ano, dobrando seu salário do Late Night. O custo total de tudo (reformas, direito de negociação pago à NBC, assinatura de Letterman, locutor Bill Wendell, Paul Shaffer, os escritores e a banda) foi de mais de US$ 140 milhões.
Mas enquanto a expectativa era de que Letterman manteria seu estilo único e senso de humor com a mudança, o Late Show acabou não sendo uma réplica exata de seu antigo programa da NBC. Reconhecendo o humor mais formal (e público mais amplo) de seu novo estúdio, Letterman evitou seu blazer de marca registrada com calças cáqui e combinação de guarda-roupa de sapatos de wrestling branco em favor de sapatos caros, roupas feitas sob medida e meias de cor clara. O monólogo foi alongado. Paul Shaffer e a banda seguiram Letterman para a CBS, mas eles adicionaram uma seção de metais e foram rebatizados como a Orquestra CBS (pedido de Shaffer); uma pequena banda tinha sido mandada por Carson enquanto Letterman ocupava o espaço de 12:30. Além disso, por causa de divergências de propriedade intelectual, Letterman foi incapaz de importar muitos dos seus segmentos do Late Night, mas ele evitou este problema simplesmente renomeando os quadros (o "Top Ten List" tornou-se o "Late Show Top Ten", O "Viewer Mail" tornou-se o "CBS Mailbag", etc.) A revista Time afirmou que "a inovação de Letterman ... ganhou o poder de seu formalismo rigoroso", como seu biógrafo Jason Zinoman coloca, ele era "um excêntrico fascinantemente preso dentro de um talk show tradicional".

### Popularidade
O principal concorrente do Late Show foi o The Tonight Show da NBC, que foi apresentado por Jay Leno durante 22 anos, exceto de 1 de junho de 2009 a 22 de janeiro de 2010 foi apresentado por Conan O'Brien. Em 1993 e 1994, o Late Show consistentemente ganhou classificações mais altas que o The Tonight Show.
Leno normalmente atraiu cerca de cinco milhões de espectadores noturnos entre 1999 e 2009. O Late Show perdeu quase metade de seu público durante a concorrência de horário com Leno, atraindo 7,1 milhões de telespectadores todas as noites em sua temporada de 1993-94 e cerca de 3,8 milhões por noite a partir da saída de Leno em 2009. nos últimos meses de sua primeira passagem como apresentador do The Tonight Show, Leno bateu Letterman na audiência por uma margem de 1,3 milhões de espectadores (5,2 a 3,9 milhões), enquanto Nightline e o Late Show ficaram praticamente empatados. Uma vez que O'Brien assumiu o Tonight, no entanto, Letterman voltou à liderança.
Os programas de Letterman atraíram críticas e elogios da indústria, recebendo 67 indicações ao prêmio Emmy, vencendo 12 vezes em seus primeiros 20 anos na televisão. De 1993 a 2009, Letterman derrotou Leno como a "Personalidade de TV Favorita" de Harris Poll of Nation, 12 vezes por ano. Por exemplo, em 2003 e 2004, Letterman ficou em segundo lugar na pesquisa, atrás apenas de Oprah Winfrey, um ano em que Leno ficou em quinto lugar.

### Apresentador do Oscar
Em 27 de março de 1995, Letterman atuou como anfitrião da 67ª cerimônia do Óscar. Os críticos não gostaram da apresentação de Letterman e o consideraram um péssimo anfitrião do Oscar, observando que seu estilo irreverente minou a importância e o glamour tradicional do evento. Em uma piada sobre seus nomes incomuns (inspirados em um famoso ensaio cômico do The New Yorker, "Yma Dream", de Thomas Meehan), ele começou apresentando Uma Thurman a Oprah Winfrey e depois Keanu Reeves: "Oprah ... Uma. Uma ... Oprah", "Vocês já conheceram Keanu?" Esta e muitas de suas outras piadas falharam. Embora Letterman tenha atraído avaliações mais altas para a transmissão anual desde 1983, muitos sentiram que a má publicidade gerada pela apresentação de Letterman causou um declínio nas avaliações do Late Show.
Letterman reciclou o aparente desastre em uma mordaça de longa duração. Em seu primeiro show após o Oscar, brincou: "Olhando para trás, eu não fazia ideia de que aquilo estava sendo televisionado". Ele assumiu o cargo dois anos depois, durante a apresentação de Billy Crystal no Oscar, que também parodiou as cenas de acidente de avião do filme indicado para o ano, The English Patient.
Nos anos seguintes, Letterman parecia ter sido esquecido pelo Oscar, mas a Academia de Artes e Ciências Cinematográficas continuou a considerar Letterman com prestígio e o convidaram para apresentar o Oscar novamente. Em 7 de setembro de 2010 fez uma aparição na estreia da 14.ª temporada do The View, e confirmou que havia novamente sido considerado como apresentador.

### Hiato para cirurgia cardíaca

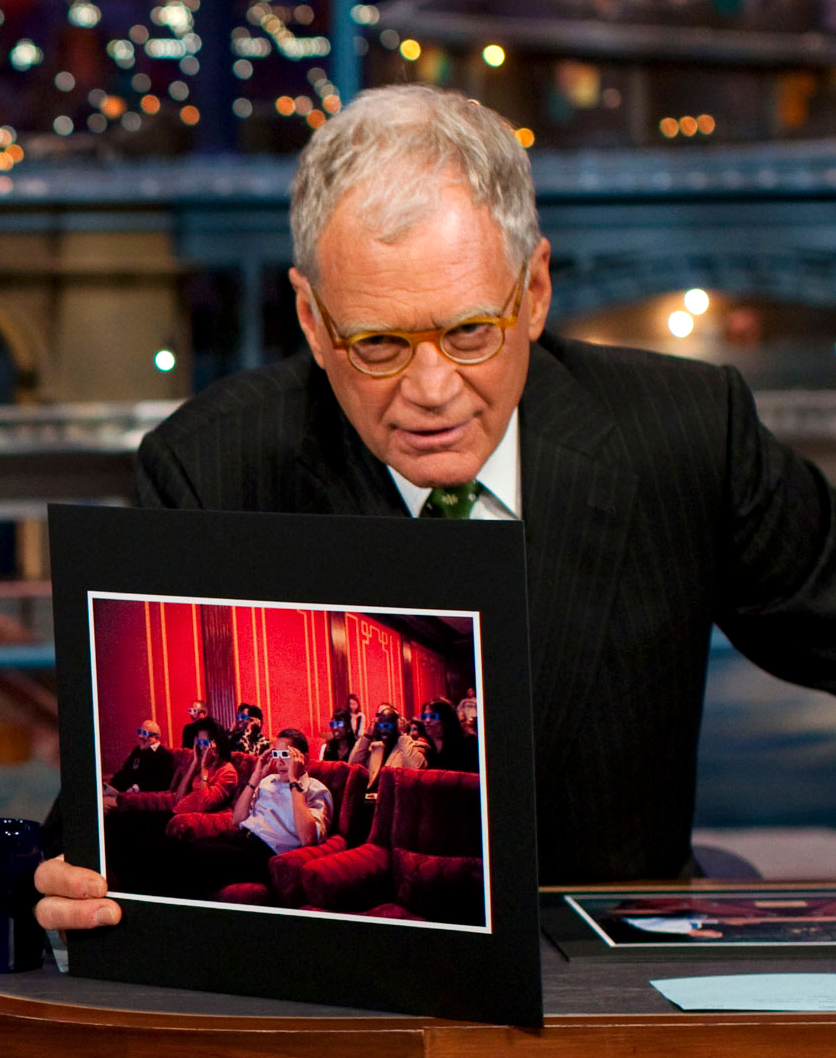
Letterman em 2009

Em 14 de janeiro de 2000, um exame de rotina revelou que uma artéria no coração de Letterman estava gravemente obstruída. Ele foi levado à pressa para uma cirurgia de emergência de ponte de safena no Hospital Presbiteriano de Nova York. Durante as primeiras semanas de sua recuperação, reprises do Late Show foram exibidas e apresentadas por amigos de Letterman, incluindo Norm MacDonald, Drew Barrymore, Ray Romano, Robin Williams, Bonnie Hunt, Megan Mullally, Bill Murray, Charles Grodin, Nathan Lane, Julia Roberts, Bruce Willis, Jerry Seinfeld, Martin Short, Steven Seagal, Hillary Clinton, Danny DeVito, Steve Martin e Sarah Jessica Parker.
Posteriormente, enquanto ainda se recuperava da cirurgia, Letterman reviveu a tradição de programas de entrevistas noturnos de "apresentadores convidados" que praticamente desapareceram na televisão durante a década de 1990, permitindo que Bill Cosby, Kathie Lee Gifford, Dana Carvey, Janeane Garofalo e outros hospedar novos episódios do Late Show. Ao retornar ao show em 21 de fevereiro de 2000, Letterman trouxe todos os médicos e enfermeiros, exceto um, que haviam participado de sua cirurgia e recuperação (com provocações extras de uma enfermeira que lhe dera banho na cama - "Esta mulher me viu nu!"), incluindo o Dr. O. Wayne Isom e o médico Louis Aronne, que frequentemente apareciam no programa. Em uma demonstração de emoção, Letterman estava quase chorando ao agradecer à equipe de saúde com as palavras "Essas são as pessoas que salvaram minha vida!" O episódio ganhou uma indicação ao Emmy.
Por vários episódios, Letterman continuou a fazer piadas sobre seu estado de saúde, inclusive dizendo: "Cirurgia de ponte: é quando os médicos criam cirurgicamente um novo fluxo sanguíneo para o seu coração. Uma ponte é o que aconteceu comigo quando eu não recebi o The Tonight Show" ! É uma coisa totalmente diferente. "Mais tarde, ele fez lobby em seu estado natal, Indiana, para renomear a rodovia que circundava Indianápolis (I-465) para "The David Letterman Bypass". Ele também exibiu uma montagem de falsa cobertura noticiosa de sua cirurgia de ponte de safena, que incluía um clipe do coração de Letterman à venda na Home Shopping Network. Letterman tornou-se amigo de seus médicos e enfermeiras. Em 2008, em uma entrevista para a Rolling Stone declarou:
| “ | "São pessoas que eram completamente desconhecidas quando abriram meu peito", diz ele. "E agora, oito anos depois, eles estão entre meus melhores amigos." | ” |

Além disso, Letterman convidou a banda Foo Fighters para tocar a música "Everlong", apresentando-a como "minha banda favorita, tocando minha música favorita". Durante o último show de Letterman, no qual o Foo Fighters apareceu, Letterman disse que o Foo Fighters estava no meio de uma turnê sul-americana que eles cancelaram para tocar naquele episódio de retorno.
Letterman novamente entregou as rédeas do show para vários apresentadores convidados (incluindo Bill Cosby, Brad Garrett, Whoopi Goldberg, Elvis Costello, John McEnroe, Vince Vaughn, Will Ferrell, Bonnie Hunt, Luke Wilson e o líder da banda Paul Shaffer) em fevereiro de 2003, quando foi diagnosticado com um caso grave de herpes zoster. Mais tarde naquele ano, Letterman fez uso regular de apresentadores convidados - incluindo Tom Arnold e Kelsey Grammer - para novos shows transmitidos às sextas-feiras. Em março de 2007, Adam Sandler, que estava programado para ser o convidado principal, serviu como anfitrião enquanto Letterman estava doente com um vírus no estômago.

### Assinando novamente com a CBS

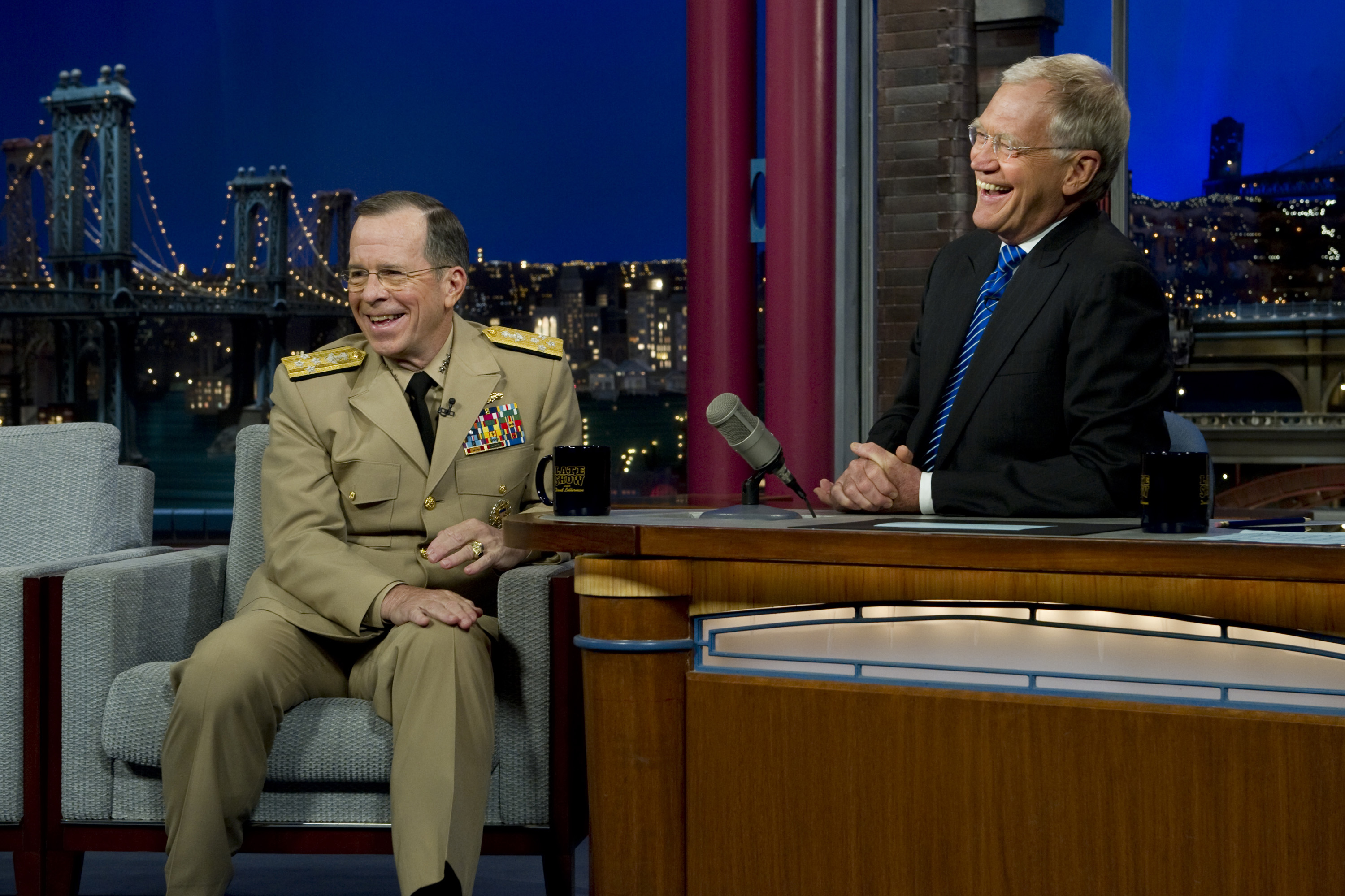
Letterman em 2011

Em março de 2002, quando o contrato de Letterman com a CBS estava próximo do vencimento, a ABC ofereceu a ele o horário do programa de notícias de longa data Nightline com Ted Koppel. Letterman estava interessado, pois acreditava que nunca poderia igualar a audiência de Jay Leno na CBS devido à queixa de Letterman de entradas mais fracas dos últimos programas de notícias locais da rede, mas estava relutante em substituir Koppel. Letterman declarou a sua decisão de re-assinar no ar, afirmando que ele era o conteúdo da CBS e que ele tinha um grande respeito por Koppel.
Em 4 de dezembro de 2006, a CBS revelou que Letterman assinou um novo contrato para apresentar o Late Show com David Letterman até o outono de 2010. "Estou emocionado por continuar na CBS", disse Letterman. "Na minha idade, você realmente não quer aprender um novo ramo". Letterman ainda brincou sobre o assunto, puxando para cima a perna da calça direita, revelando uma tatuagem, presumivelmente temporária, do logotipo da ABC.
"Há treze anos David Letterman colocou o horário de tarde da noite da CBS no mapa e, nesse processo, se tornou um dos ícones definidores da nossa rede", disse Leslie Moonves, presidente e CEO da CBS Corporation. "A presença dele na nossa grade de programação é uma fonte contínua de orgulho, e a criatividade e imaginação que o Late Show exibe todas as noites é uma exibição contínua do entretenimento da mais alta qualidade. Estamos realmente honrados que um dos artistas mais reverenciados e talentosos de nosso tempo continuará chamando a CBS de 'casa'".
Segundo um artigo de 2007 da revista Forbes, Letterman ganhava US$ 40 milhões por ano. Um artigo de 2009 no The New York Times, no entanto, disse que seu salário era estimado em US$ 32 milhões por ano. Em junho de 2009, a Letterman's Worldwide Pants e a CBS chegaram a um acordo para continuar o Late Show até pelo menos agosto de 2012. O contrato anterior havia expirado em 2010, e a extensão de dois anos é mais curta que a típica de três anos. A Worldwide Pants concordou em diminuir sua taxa para o programa, apesar de ter permanecido um "sólido ganhador de dinheiro para a CBS" nos termos do contrato anterior.
Na edição de 3 de fevereiro de 2011 do Late Show, durante uma entrevista com Howard Stern, Letterman disse que continuaria fazendo seu talk show por "talvez dois anos, eu acho". Em abril de 2012, a CBS anunciou que havia estendido seu contrato com Letterman até 2014. Seu contrato foi posteriormente estendido para 2015.

### Aposentadoria doLate Show
Durante a gravação de seu programa em 3 de abril de 2014, Letterman anunciou que havia informado ao presidente da CBS Leslie Moonves que se aposentaria do programa Late Show até 20 de maio de 2015. No entanto, mais tarde em sua aposentadoria, Letterman declarou ocasionalmente, em brincadeira, que ele foi demitido. Foi anunciado logo depois que o comediante e satirista político Stephen Colbert sucederia Letterman. O último episódio de Letterman foi ao ar em 20 de maio de 2015 e foi aberto com uma expulsão presidencial com quatro dos cinco presidentes americanos vivos, George HW Bush , Bill Clinton, George W. Bush e Barack Obama. Também apresentava participações especiais de Os Simpsons e Wheel of Fortune (este último com um quebra-cabeça dizendo "Boa viagem a David Letterman"), uma lista dos dez melhores "coisas que eu gostaria de ter dito a David Letterman", realizadas por convidados regulares, incluindo Alec Baldwin, Barbara Walters, Steve Martin, Jerry Seinfeld, Jim Carrey, Chris Rock, Julia Louis-Dreyfus, Peyton Manning, Tina Fey e Bill Murray. A performance musical tocou "Everlong" do Foo Fighters.
O episódio final do Late Show com David Letterman foi assistido por 13,76 milhões de telespectadores nos Estados Unidos, com uma audiência que teve as maiores pontuações desde os Jogos Olímpicos de Inverno de 1994 em 25 de fevereiro de 1994 e com a maior audiência do programa. Alguns números de demonstração (4,1 em adultos de 25 a 54 anos e 3,1 em adultos de 18 a 49) desde a primeira aparição de Oprah Winfrey no Late Show após o término de sua disputa com Letterman em 1º de dezembro de 2005. Bill Murray, que foi seu primeiro convidado em Late Night, foi seu convidado final no Late Show. Em uma raridade para um programa noturno, também foi o programa de maior audiência na rede de televisão naquela noite, superando todos os programas no horário nobre. No total, Letterman apresentou 6 080 episódios de Late Night e Late Show, superando o amigo e mentor Johnny Carson como o apresentador de talk show mais longevo da história da televisão americana.

## Pós-Late Show

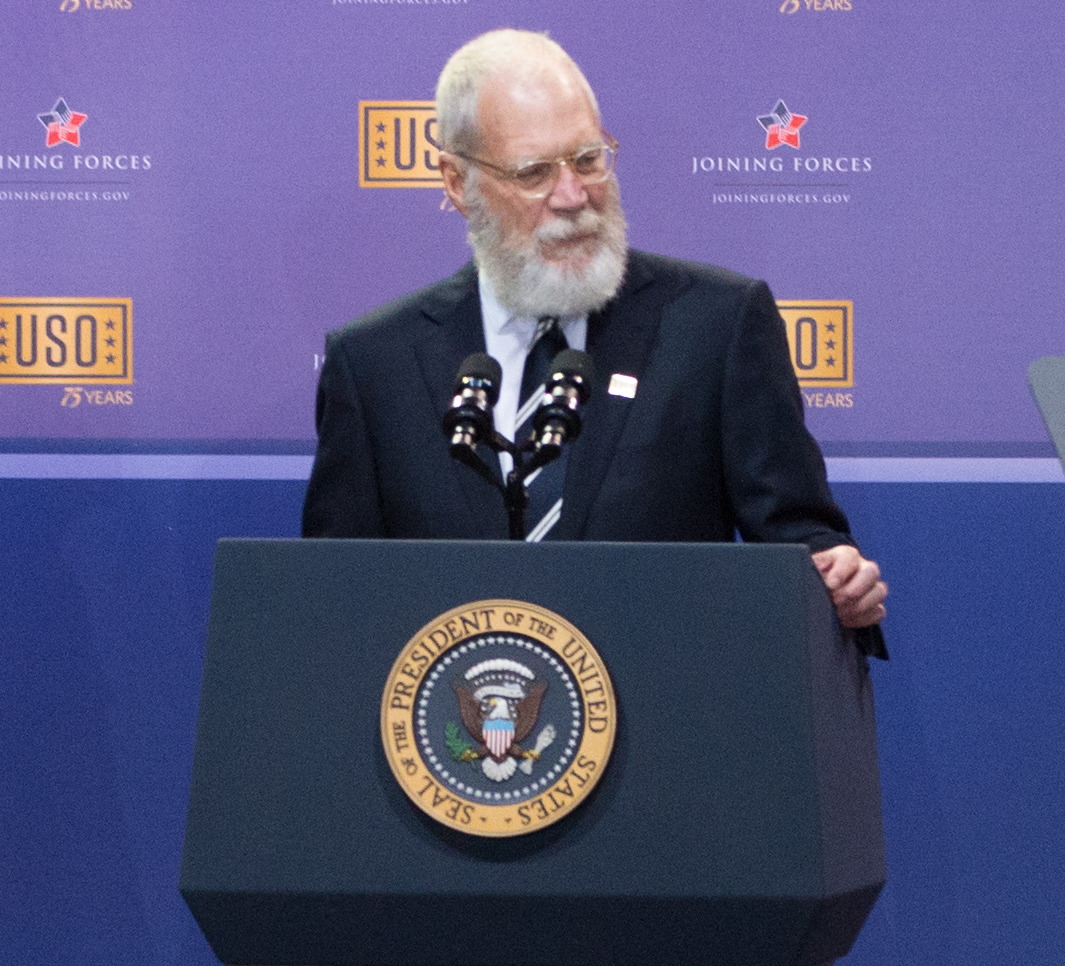
Letterman no 75º aniversário da USO em 2016.

Nos meses seguintes ao final do Late Show, Letterman foi visto ocasionalmente em eventos esportivos como as 500 Milhas de Indianápolis, onde se submeteu a uma entrevista com uma publicação local. Ele fez uma aparição surpresa no palco em San Antonio, Texas, quando foi convidado para um segmento prolongado durante o programa A Very Stupid Conversation, de Steve Martin e Martin Short, dizendo "me aposentei e ... sem arrependimentos", disse Letterman à multidão depois de subir ao palco. "Fiquei feliz. Farei amigos de verdade. Fiquei complacente. Fiquei satisfeito. Fiquei contente e, há alguns dias, Donald Trump disse que estava concorrendo à presidência. Cometi o maior erro da minha vida, senhoras e senhores" e, em seguida, entregando uma lista das dez melhores da campanha presidencial de Trump, seguida de uma conversa no palco com Martin Short. As gravações da aparição por telefone celular foram postadas no YouTube por membros da plateia e foram amplamente divulgados na mídia.
Em 2016, Letterman se juntou ao documentário sobre mudanças climáticas Years of Living Dangerously como um dos correspondentes de celebridades do programa. No episódio de estreia da segunda temporada, Letterman viajou para a Índia para investigar os esforços do país para expandir sua grade de energia inadequada, alimentar sua economia em expansão e levar eletricidade a 300 milhões de cidadãos pela primeira vez. Ele também entrevistou o primeiro-ministro indiano Narendra Modi e viajou para aldeias rurais onde a energia é um luxo escasso e explorou o papel dos Estados Unidos no futuro da energia na Índia.
Em 7 de abril de 2017, Letterman fez o discurso de indução da banda Pearl Jam no Hall da Fama do Rock & Roll em uma cerimônia realizada no Barclays Center no Brooklyn, Nova York. Também em 2017, Letterman e Alec Baldwin foram coapresentadores de The Essentials on Turner Classic Movies. Letterman e Baldwin introduziram sete filmes para a série.
Letterman anunciou que, em 2018, faria sua estreia em uma série de seis episódios em um programa de uma hora no Netflix, que consiste em entrevistas de longa duração e gravações de conversas em campo com o entrevistado. O show foi intitulado de My Next Guest Needs No Introduction with David Letterman, tendo seu primeiro episódio lançado no dia 12 de janeiro de 2018, com Barack Obama. A segunda temporada estreou em 31 de maio de 2019. Em seguida a série foi renovada até a quarta temporada, onde um dos entrevistados foi o ator Will Smith, com a gravação sendo realizada antes da cerimônia do Oscar 2022. Ainda em 2022, ele estreou uma nova série na Netflix chamada That's My Time With David Letterman, onde realizada entrevistas com nomes promissores da comédia stand-up.

## Trocas e incidentes

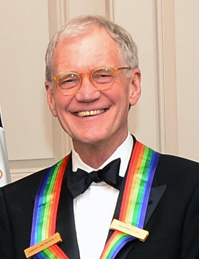
Letterman recebendo o Kennedy Center Honors Medallion em 2012

### NBC e Johnny Carson
Apesar da clara intenção de Johnny Carson em passar seu posto para Letterman, a NBC escolheu Jay Leno para apresentar o The Tonight Show após a aposentadoria de Carson. Letterman manteve um relacionamento próximo com Carson durante seu rompimento com a NBC. Três anos depois que ele partiu para a CBS, a HBO produziu um filme feito para a televisão chamado The Late Shift, baseado em um livro do repórter do New York Times Bill Carter, descrevendo a batalha entre Letterman e Leno pelo cobiçado posto de apresentador do Tonight Show.
Carson fez, mais tarde, algumas aparições como convidado no programa de Letterman. A aparição final de Carson na televisão ocorreu em 13 de maio de 1994, em um episódio do Late Show gravado em Los Angeles, quando apareceu de surpresa durante o programa. No início de 2005, foi revelado que Carson ocasionalmente enviava piadas para Letterman, que as usava em seu monólogo. Letterman faria um movimento característico do golfe de Johnny Carson depois de contar uma das piadas de Carson. Em homenagem a Carson, todas as piadas do monólogo de abertura durante o primeiro show após a morte de Carson foram escritas por Carson. Lassally também afirmou que Carson sempre acreditou que Letterman, não Leno, era seu "legítimo sucessor".

### Oprah Winfrey
Oprah Winfrey apareceu no programa de Letterman quando ele apresentava o Late Night da NBC, em 2 de maio de 1989. Após essa aparição, os dois tiveram uma briga de 16 anos que surgiu, como Winfrey explicou a Letterman depois que a briga foi resolvida, como como resultado do tom azedo da entrevista de 1989, da qual ela disse que "me senti tão desconfortável que não quis ter essa experiência novamente". A briga aparentemente terminou em 2005, quando Winfrey apareceu no Late Show da CBS com David Letterman em 2 de dezembro, em um evento que Letterman brincou como sendo "O Super Bowl do Amor".
Winfrey e Letterman também apareceram juntos em uma promoção do Late Show que foi ao ar durante a cobertura da CBS do Super Bowl XLI em fevereiro de 2007, com os dois sentados um ao lado do outro no sofá assistindo ao jogo. O jogo foi disputado entre o Indianapolis Colts e o Chicago Bears, e Letterman, nascido em Indianápolis, veste uma camisa de Peyton Manning, enquanto Winfrey, cujo programa que apresentava era gravado em Chicago, veste uma camisa do Brian Urlacher. Em 10 de setembro de 2007, Letterman fez sua primeira aparição no The Oprah Winfrey Show no Madison Square Garden, em Nova York.
Três anos depois, durante a cobertura da CBS do Super Bowl XLIV entre o Colts e o New Orleans Saints, os dois apareceram novamente em uma promoção do Late Show, desta vez com Winfrey sentada em um sofá entre Letterman e Jay Leno. Dessa vez, Letterman usava a camisa aposentada nº 70 de Art Donovan, um membro do Hall da Fama dos Colts e um convidado regular de Letterman em seu programa.
Winfrey entrevistou Letterman em janeiro de 2013, onde discutiram sobre sua briga durante a entrevista e Winfrey revelou que ela teve uma "experiência terrível" ao aparecer no programa de Letterman anos antes. Letterman não conseguiu se lembrar do incidente, mas pediu desculpas.

### Greve dos roteiristas de 2007-2008

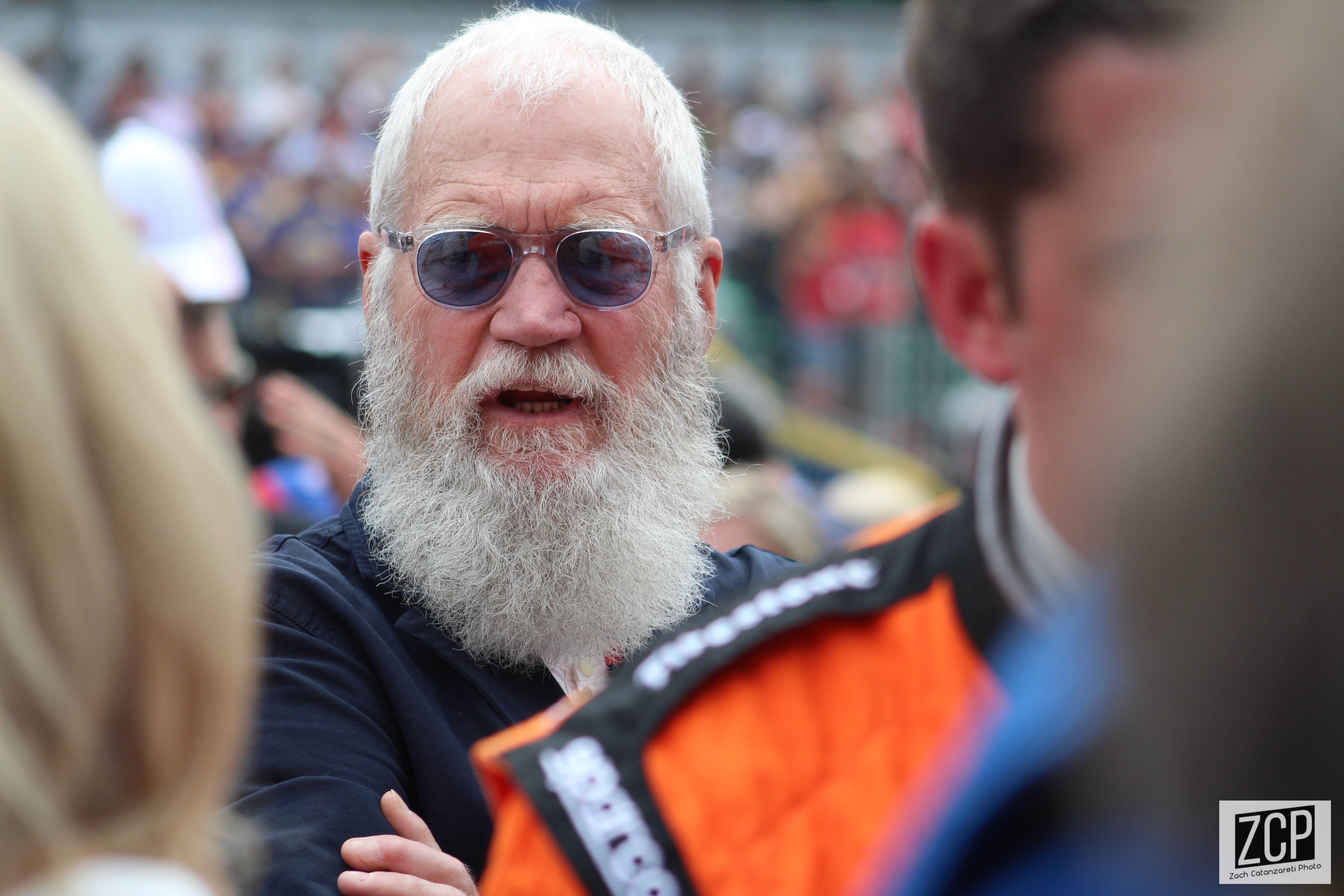
Letterman nas 500 Milhas de Indianápolis em 2019

O Late Show saiu do ar por oito semanas em 2007, durante os meses de novembro e dezembro, devido à greve dos roteiristas de 2007-2008. A empresa de produção de Letterman, Worldwide Pants, foi a primeira empresa a fazer um acordo individual com a WGA, permitindo que seu programa voltasse ao ar em 2 de janeiro de 2008. Em seu primeiro episódio desde que voltou ao ar, David surpreendeu o público com sua barba crescida, o que significava solidariedade com à greve. Sua barba foi raspada durante o show em 7 de janeiro de 2008.

### Piada de Sarah Palin
Nos dias 8 e 9 de junho de 2009, Letterman contou duas piadas sobre uma filha (nunca nomeada) de Sarah Palin em seu programa de TV. Palin estava na cidade de Nova York na época com sua filha de 14 anos, Willow, e alguns contemporâneos pensaram que as piadas eram dirigidas a Willow, o que causou uma pequena quantidade de controvérsia.
Em um comunicado divulgado na Internet, Palin disse: "Duvido que [Letterman] ousasse fazer esses comentários sobre a filha de outra pessoa" e que "risos provocados por comentários sexualmente pervertidos feitos por uma celebridade de 62 anos de idade, com um menina de 14 anos é nojento" Em seu programa de 10 de junho, Letterman respondeu à controvérsia, dizendo que as piadas eram sobre a filha de 18 anos de Palin, Bristol, cuja gravidez como adolescente solteira causou alguma controvérsia durante a eleição presidencial dos Estados Unidos de 2008.
| “ | Essas não são piadas feitas sobre a filha de 14 anos de Palin ... Eu nunca, nunca faria piadas sobre estuprar ou fazer sexo de qualquer tipo com uma garota de 14 anos". | ” |

Suas observações, no entanto, não acabaram com as críticas públicas. A Organização Nacional para as Mulheres (NOW) divulgou uma declaração apoiando Palin, observando que Letterman fez "apenas uma espécie de desculpas". Quando a controvérsia perdeu força, Letterman voltou a tratar do assunto em seu programa de 15 de junho, culpando-se pelo erro e pedindo desculpas "especialmente às duas filhas envolvidas, Bristol e Willow, e também ao governador e sua família e todo mundo que ficou indignado com a piada".

### Ameaça de morte da Al-Qaeda
Em 17 de agosto de 2011, foi relatado que um militante islâmico havia postado uma ameaça de morte contra Letterman em um site frequentado por apoiadores da Al-Qaeda, pedindo aos muçulmanos americanos que matassem Letterman por fazer uma piada sobre a morte de Ilyas Kashmiri, um Líder da Al-Qaeda que foi morto em um ataque de drones no Paquistão em junho de 2011. Em seu programa de 22 de agosto, Letterman brincou sobre a ameaça, dizendo: "As autoridades do Departamento de Estado estão investigando isso. Eles estão investigando. Eles estão questionando, estão interrogando, há uma trilha eletrônica - mas todo mundo sabe que foi o Leno".

## Aparições em outras mídias
Letterman apareceu no episódio piloto da curta série Coach Toast, de 1986. Ele aparece também com uma sacola na cabeça como convidado no seriado de Bonnie Hunt chamado The Building, de 1990. David apareceu em Os Simpsons como ele mesmo em um sofá quando os Simpsons se encontram (no sofá) em "Late Night with David Letterman". Ele teve uma participação especial no longa Cabin Boy, com Chris Elliott, que por sua vez trabalhou como escritor no programa de Letterman. Nesta e em outras aparições, Letterman está listado nos créditos como "Earl Hofert", o nome do avô materno de Letterman. Ele também apareceu como ele mesmo no filme biográfico de Howard Stern, Private Parts, bem como na biografia de Andy Kaufman, 1999, Man on the Moon, em alguns episódios da série de TV de Garry Shandling nos anos 90, The Larry Sanders Show, e em The Abstinence, um episódio de 1996 da série de comédia Seinfeld.
Letterman foi atração da série de quadrinhos da Marvel Os Vingadores em "Late Night with David Letterman", edição 239 (janeiro de 1984), na qual os personagens-título (especificamente Gavião Arqueiro, Magnum, Viúva Negra, Fera e Pantera Negra) são convidados do programa. Em 2010, foi lançado um documentário dirigido por Joke Fincioen e Biagio Messina, Dying to Do Letterman, com Steve Mazan, que tem câncer e quer aparecer no programa Letterman. O filme ganhou o prêmio de melhor documentário e júri no Cinequest Film Festival.
Letterman apareceu como convidado no Piers Morgan Tonight da CNN em 29 de maio de 2012, quando foi entrevistado por Regis Philbin, apresentador convidado e amigo de longa data de Letterman. Philbin novamente entrevistou Letterman (e Shaffer) enquanto apresentava The Late Late Show da CBS (entre a época de Craig Ferguson e James Corden) em 27 de janeiro de 2015. Em junho de 2013, Letterman apareceu no segundo episódio da temporada dois do Comedians in Cars Getting Coffee. Em 5 de novembro de 2013, Letterman e Bruce McCall publicaram um livro de sátiras de ficção intitulado This Land Was Made for You and Me (But Mostly Me).

## Empreendimentos

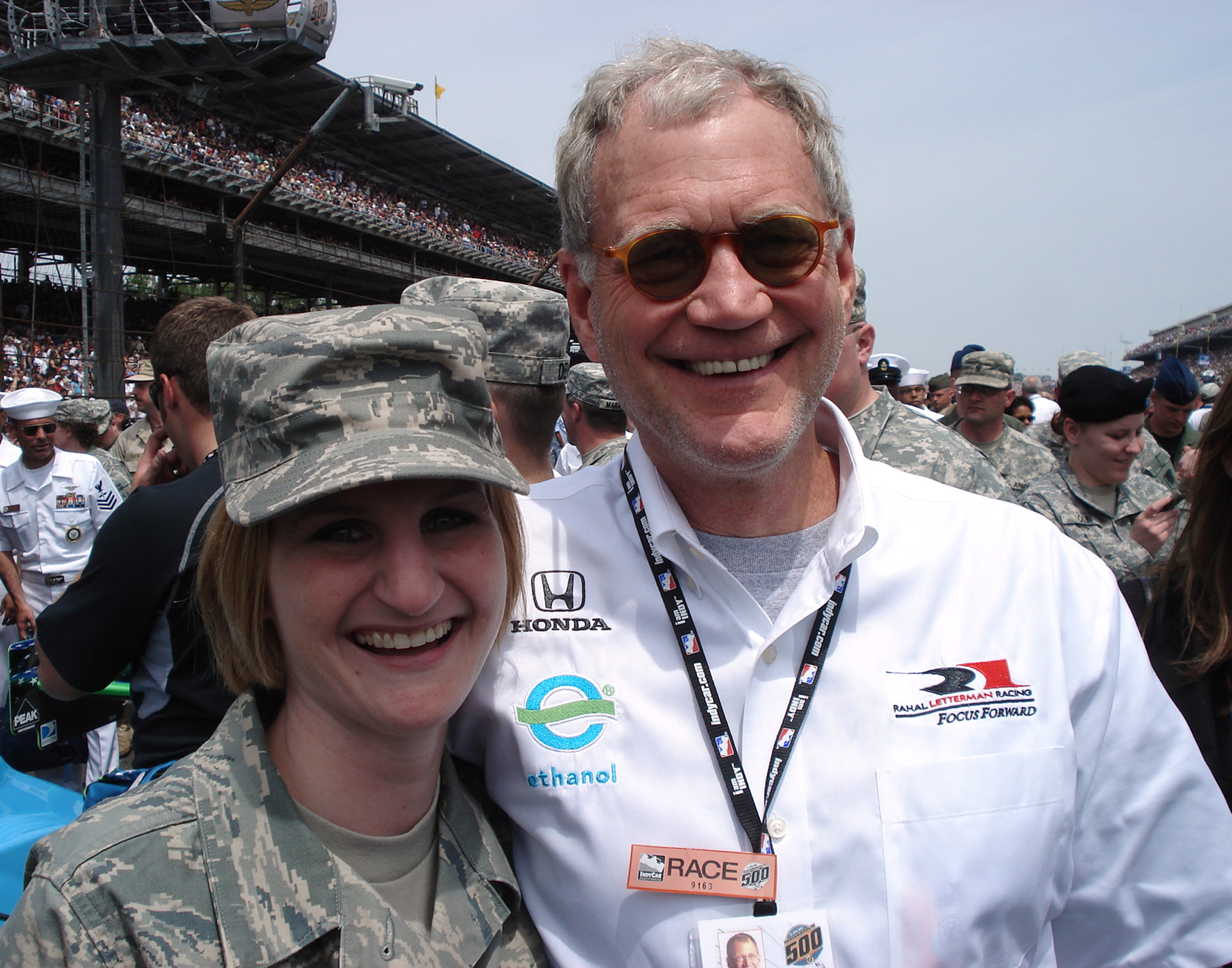
Letterman nas 500 Milhas.

Letterman abriu uma produtora de filmes, a Worldwide Pants Incorporated, que produziu seu show e vários outros, em 1991. A empresa também produz longas-metragens e documentários e fundou sua própria gravadora, a Clear Entertainment. A Worldwide Pants recebeu atenção significativa em dezembro de 2007, depois que foi anunciado que a empresa negociara seu próprio contrato com a Writers Guild of America East, permitindo que Letterman, Craig Ferguson e seus escritores voltassem ao trabalho, enquanto o sindicato continuou sua greve contra empresas de produção, redes e estúdios com os quais ainda não havia chegado a um acordo.
Letterman, Bobby Rahal e Mike Lanigan são coproprietários da Rahal Letterman Lanigan Racing, uma equipe de automobilismo que compete na WeatherTech SportsCar Championship e na IndyCar. A equipe venceu as 500 Milhas de Indianápolis de 2004 com o piloto Buddy Rice, e as 500 Milhas de Indianápolis de 2020 com Takuma Sato.
A Letterman Foundation for Courtesy and Grooming é uma fundação privada por meio da qual Letterman doou milhões de dólares para instituições de caridade e outras organizações sem fins lucrativos em Indiana e Montana, organizações afiliadas a celebridades como Hole in the Wall Gang Camp de Paul Newman, a Universidade Estadual Ball, a Sociedade Americana de Câncer, o Exército de Salvação e o Médicos Sem Fronteiras.

## Vida pessoal
Em 2 de julho de 1968, Letterman se casou com sua namorada da faculdade, Michelle Cook, em Muncie, Indiana; o casamento deles terminou em divórcio em outubro de 1977. Depois disso dividiu moradia com o ex-escritor e produtor principal do Late Night, Merrill Markoe, de 1978 a 1988. Markoe era a mente por trás de vários quadros do Late Night, como "Truques estúpidos para animais de estimação", por exemplo.

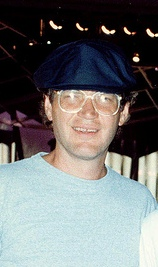
David em 1987.

Letterman e Regina Lasko começaram a namorar em fevereiro de 1986, enquanto ele ainda morava com Markoe. Lasko deu à luz um filho em 2003. Em 2005, a polícia descobriu um plano para sequestrar seu filho e exigir um resgate de US$ 5 milhões. Kelly Frank, pintora de casas que trabalhava para Letterman, foi acusada de conspiração.
Letterman e Lasko se casaram em 19 de março de 2009, durante uma cerimônia civil em Choteau, Montana, onde ele comprou um rancho em 1999. Letterman anunciou o casamento durante a gravação de seu programa de 23 de março, pouco depois de felicitar Bruce Willis por seu casamento na semana anterior. Letterman disse à plateia que quase perdeu a cerimônia porque seu caminhão ficou preso na lama a 3 km da casa deles.
Letterman sofre de acufeno, um sintoma de perda auditiva. No Late Show, em 1996, Letterman falou sobre sua experiência com zumbido no ouvido durante uma entrevista com William Shatner, que também tem zumbido grave causado por uma explosão no set. Letterman afirmou que inicialmente ele não conseguia identificar o barulho dentro de sua cabeça e que ouve um zumbido constante nos ouvidos 24 horas por dia.
Letterman não bebe mais álcool. Em mais de uma ocasião, ele disse que já foi um "alcoólatra horrível" e começou a beber por volta dos 13 anos de idade e continuou até 1981 aos 34 anos. Ele relembra em 1981: "Eu estava bêbado 80% do tempo ... Adorei. Eu era um desses caras, olhava em volta e todo mundo havia parado de beber e eu não conseguia entender o porquê." Quando ele é mostrado bebendo o que parece ser álcool no Late Night ou no Late Show, a bebida é substituída por suco de maçã pela equipe.
Em 2015, Letterman declarou sobre sua ansiedade: "Durante anos e anos e anos - 30, 40 anos - fiquei ansioso, hipocondríaco e alcoólatra, e muitas outras coisas que me diferenciaram das outras pessoas". Ele ficou mais calmo através de uma combinação de meditação transcendental e baixas doses de medicação. Letterman é presbiteriano, uma tradição religiosa em que ele foi criado originalmente por sua mãe. No entanto, ele disse uma vez que é motivado pela "culpa luterana do meio-oeste".

### Interesses
Letterman é um entusiasta de carros e possui uma extensa coleção. Em 2012, foi relatado que a coleção consistia em dez Ferraris, oito Porsches, quatro Austin-Healeys, duas motos Honda, uma picape Chevy e pelo menos um carro das montadoras Mercedes-Benz, Jaguar, MG, Volvo e Pontiac.
Em sua aparição em 2013 no progrma de TV Comedians in Cars Getting Coffee, parte da conversa de Jerry Seinfeld com Letterman foi filmada na caminhonete Volvo 960 de 1995, que é movida por um motor de corrida de 380 cavalos de potência. Paul Newman mandou construir o carro para Letterman.
Letterman compartilha uma estreita relação com a banda de rock and roll Foo Fighters desde a sua aparição em seu primeiro show após seu retorno de uma cirurgia cardíaca. A banda apareceu muitas vezes no Late Show, incluindo uma participação de uma semana em outubro de 2014. Ao apresentar a performance da banda "Miracle" no show de 17 de outubro de 2014, Letterman contou a história de como um vídeo de lembrança de si mesmo, e seu filho de quatro anos, aprendendo a esquiar onde o filho usou àquela música de fundo para as imagens, sem o conhecimento de Letterman até que ele ver o vídeo. Ele afirmou: "Esta é a segunda música deles que sempre terá um grande significado para mim pelo resto da minha vida". Foi a primeira vez que a banda ouviu essa história.

### Perseguidores
A partir de maio de 1988, Letterman foi perseguido por Margaret Mary Ray, uma mulher que sofria de esquizofrenia. Ela roubou o Porsche dele, acampou na quadra de tênis e invadiu sua casa várias vezes. Suas façanhas chamaram atenção nacional, com Letterman brincando ocasionalmente sobre ela em seu programa, embora ele nunca a tenha chamado pelo nome. Depois que ela se matou aos 46 anos, em outubro de 1998, Letterman disse ao New York Times que ele tinha muita compaixão por ela.
Em 2005, outra fã obcecada conseguiu uma ordem de restrição de um juiz do Novo México, proibindo Letterman de contatá-la. Ela alegou que o Letterman, cujo programa era sediado em Nova York, havia enviado mensagens codificadas para ela através de seu programa de televisão, causando sua falência e sofrimento emocional. O professor de direito Eugene Volokh descreveu o caso como "patentemente frívolo".

### Romances
Letterman admitiu ter tido vários casos com mulheres diferentes, incluindo sua estagiária Holly Hester e sua assistente pessoal de longa data Stephanie Birkitt.

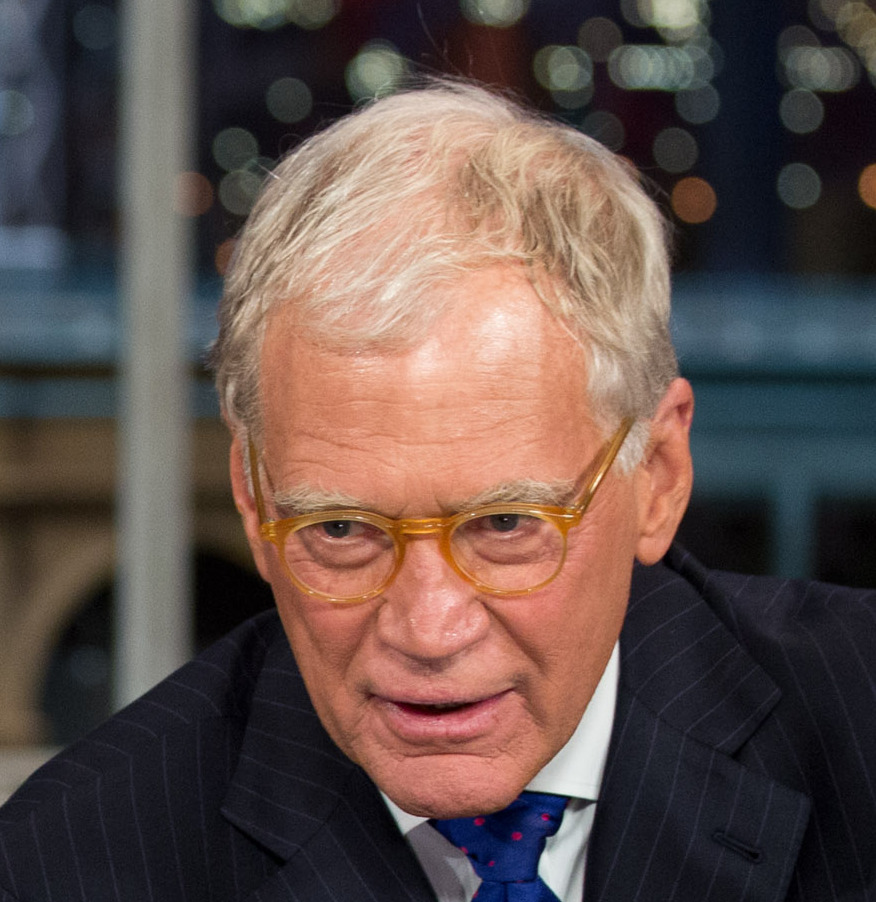
Letterman no seu programa em 2012.

Em 1º de outubro de 2009, Letterman anunciou em seu programa que havia sido vítima de uma tentativa de chantagem por uma pessoa que ameaçava revelar seus relacionamentos sexuais com várias de suas funcionárias - um fato que Letterman imediatamente depois confirmou ser verdade. Ele afirmou que alguém havia deixado um pacote em seu carro, cujo material seria escrito no roteiro de um livro se Letterman não lhe pagasse US$ 2 milhões. Letterman disse que entrou em contato com o escritório do promotor de Manhattan e participou de uma operação que envolveu a entrega de um cheque falso a seu extorsionista.
Posteriormente, Joe Halderman, produtor da série de televisão 48 Hours da CBS, foi preso após tentar depositar o cheque. Ele foi indiciado por um grande júri de Manhattan e se declarou inocente de uma acusação de tentativa de furto em 2 de outubro de 2009. Halderman se declarou culpado em março de 2010 e foi condenado a seis meses de prisão, seguido por liberdade condicional e serviço comunitário.
Uma figura central no caso e uma das mulheres com quem Letterman teve um relacionamento sexual foi sua assistente pessoal de longa data, Stephanie Birkitt, que frequentemente aparecia com ele em seu programa. Ela também trabalhou na série 48 horas. Até um mês antes das revelações, ela havia compartilhado uma residência com Halderman, que supostamente havia copiado seu diário pessoal e o usado, junto com e-mails particulares, no pacote de chantagem.
Nos dias seguintes ao anúncio inicial dos casos e da prisão, várias mulheres de destaque, incluindo Kathie Lee Gifford, co-apresentadora do The Today Show da NBC, questionaram se os casos de Letterman com subordinados criavam um ambiente de trabalho injusto. Um porta-voz da Worldwide Pants disse que a política de assédio sexual da empresa não proíbe as relações sexuais entre gerentes e funcionários. Segundo Eve Tahmincioglu, repórter de notícias de negócios, "os fornecedores da CBS devem seguir as políticas de conduta comercial da empresa" e a Declaração de Conduta Comercial da CBS de 2008 afirma que "se um relacionamento romântico ou sexual de consentimento entre um supervisor e um subordinado direto ou indireto ocorrer, a CBS exige que o supervisor divulgue essas informações ao departamento de recursos humanos de sua empresa ... ".
Em 3 de outubro de 2009, uma ex-funcionária da CBS, Holly Hester, anunciou que ela e Letterman haviam se envolvido em um caso secreto de um ano no início dos anos 90, enquanto ela era sua estagiária e estudante na Universidade de Nova York. Em 5 de outubro de 2009, Letterman dedicou um segmento de seu programa a um pedido público de desculpas à sua esposa e funcionários. Três dias depois, a Worldwide Pants anunciou que Birkitt havia sido colocada em uma "licença remunerada" do Late Show.

## Filmografia

### Filmes
| Ano  | Título                          | Personagem                      | Notas                      |
| ---- | ------------------------------- | ------------------------------- | -------------------------- |
| 1994 | Cabin Boy                       | Sal velho na vila de pescadores | Creditado como Earl Hofert |
| 1996 | Eddie                           | Eles mesmo                      |                            |
| 1996 | Beavis and Butt-Head Do America | Mötley Crüe roadie (voz)        | Creditado como Earl Hofert |
| 1997 | Private Parts                   | Eles mesmo                      |                            |
| 1999 | Man on the Moon                 | Eles mesmo                      |                            |
| 2005 | Strangers with Candy            | nenhum                          | Produtor executivo         |
| 2016 | Sully                           | Eles mesmo                      |                            |
| 2019 | Between Two Ferns: The Movie    | Eles mesmo                      |                            |
| 2022 | Norm Macdonald: Nothing Special | Eles mesmo                      | Especial de Stand-up       |

### Televisão
| Ano     | Título                                                   | Personagem                | Notas                                                      |
| ------- | -------------------------------------------------------- | ------------------------- | ---------------------------------------------------------- |
| 1977    | Starland Vocal Band Show                                 | Apresentador              | 6 episódios                                                |
| 1978    | Mary                                                     | Apresentador              | 3 episódios                                                |
| 1978    | Peeping Times                                            | Dan Cochran               | Filme para TV                                              |
| 1979    | Fast Friends                                             | Matt Morgan               | Filme para TV                                              |
| 1979    | Mork & Mindy                                             | Ellsworth                 | Episódio: "Mork Goes Erk"                                  |
| 1979    | The Mary Tyler Moore Hour                                | Various roles             | 8 episódios                                                |
| 1979    | Password Plus                                            | Eles mesmo                | Participante de Game Show / Convidado                      |
| 1980    | The David Letterman Show                                 | Eles mesmo (anfitrião)    | 90 episódios; criador, escritor e produtor executivo       |
| 1981    | Open All Night                                           | Homem de terno            | Episódio: "Buckaroo Buddies"                               |
| 1982–93 | Late Night with David Letterman                          | Eles mesmo (anfitrião)    | 1 819 episódios; criador, escritor e produtor executivo    |
| 1986    | 38th Primetime Emmy Awards                               | Eles mesmo (co-anfitrião) | Especial                                                   |
| 1993–15 | Late Show with David Letterman                           | Eles mesmo (anfitrião)    | 4 263 episódios; criador, escritor e produtor executivo    |
| 1993    | Murphy Brown                                             | Eles mesmo                | Episódio: "Bump in the Night"                              |
| 1993    | The Building                                             | O ladrão                  | 5 episódios; produtor executivo                            |
| 1993–95 | The Larry Sanders Show                                   | Eles mesmo                | 2 episódios                                                |
| 1994    | Beavis and Butt-Head                                     | Eles mesmo (voz)          | Episódio: "Late Night with Butt-head"                      |
| 1995    | 67th Academy Awards                                      | Eles mesmo (anfitrião)    | Especial de televisão                                      |
| 1995–99 | The Late Late Show with Tom Snyder                       | nenhum                    | 777 episódios; co-criador e produtor executivo             |
| 1995–96 | Bonnie                                                   | nenhum                    | 13 episódios; produtor executivo                           |
| 1995    | The Nanny                                                | Eles mesmo                | Episódio: "Pen Pal"                                        |
| 1995    | Favorite Deadly Sins                                     | Eles mesmo                | Filme para TV                                              |
| 1996    | The Dana Carvey Show                                     | Eles mesmo                | Episódio: "The Diet Mug Root Beer Dana Carvey Show"        |
| 1996    | Seinfeld                                                 | Eles mesmo                | Episódio: "The Abstinence"                                 |
| 1996    | The High Life                                            | nenhum                    | 8 episódios; produtor executivo                            |
| 1996–05 | Everybody Loves Raymond                                  | nenhum                    | 210 episódios; produtor executivo                          |
| 1997–98 | Spin City                                                | Eles mesmo                | 2 episódios                                                |
| 1998    | Cosby                                                    | Eles mesmo                | Episódio "Fifteen Minutes of Fame"                         |
| 1999–04 | The Late Late Show with Craig Kilborn                    | nenhum                    | 1 190 episódios; co-criador e produtor executivo           |
| 2000–04 | ED                                                       | nenhum                    | 83 episódios; co-criador e produtor executivo              |
| 2005–14 | The Late Late Show with Craig Ferguson                   | nenhum                    | 2 058 episódios; co-criador e produtor executivo           |
| 2007    | The Knights of Prosperity                                | nenhum                    | 13 episódios; produtor executivo                           |
| 2012    | The Simpsons                                             | Eles mesmo (voz)          | Episódio: "The D'oh-cial Network"                          |
| 2016    | Years of Living Dangerously                              | Eles mesmo                | Episódio: "A Race Against Time"                            |
| 2018–pr | My Next Guest Needs No Introduction with David Letterman | Eles mesmo (anfitrião)    | Criador, escritor e produtor executivo                     |
| 2020    | The Comedy Store                                         | Eles mesmo                |                                                            |
| 2024    | Stupid Pet Tricks                                        | Eles mesmo                | Episódio: "Late Night Memories"; também produtor executivo |
| 2024    | John Mulaney Presents: Everybody's in LA                 | Eles mesmo                | Episódio: "Earthquakes"                                    |

## Prêmios e honras

### EdifícioDavid Letterman Communication and Media
Em 7 de setembro de 2007, Letterman visitou sua alma mater, a Universidade Estadual Ball, em Muncie, Indiana, para a dedicação de um centro de comunicações nomeado em sua homenagem por sua dedicação à universidade. O edifício de comunicação e mídia de David Letterman, que custou US$ 21 milhões e possui 7 000 m2, foi inaugurado no outono de 2007. Milhares de estudantes, professores e residentes locais da Universidade receberam Letterman em seu retorno à Indiana. O discurso emotivo de Letterman falou sobre suas lutas como estudante universitário e de seu falecido pai, e também incluiu as "dez melhores coisas boas sobre ter seu nome em um prédio", terminando com "se pessoas razoáveis podem colocar meu nome em um prédio de US$ 21 milhões, então tudo é possível. Durante muitos anos, Letterman prestou assistência substancial ao Departamento de Telecomunicações da Universidade, incluindo uma bolsa anual que leva seu nome.
Na mesma época, Letterman recebeu o prêmio Sagamore do Wabash, concedido pelo governador de Indiana Mitch Daniels, que reconheceu o seu serviço diferenciado ao estado de Indiana.

### Prêmios e indicações
Em suas habilidades como intérprete, produtor ou como parte de uma equipe de roteiristas, Letterman está entre as pessoas mais indicadas na história do Emmy Awards, com 52 indicações, vencendo dois Emmy Diurnos e dez Emmy Primetime desde 1981. Ele ganhou quatro American Comedy Awards e, em 2011, tornou-se o primeiro ganhador do Johnny Carson Award por Excelência em comédia no The Comedy Awards.
Letterman recebeu o Prêmio Kennedy de 2012, onde foi chamado de "uma das personalidades mais influentes da história da televisão, entretendo toda uma geração de espectadores noturnos com seu humor e charme não convencionais". Em 16 de maio de 2017, Letterman foi nomeado como ganhador do Prêmio Mark Twain de Humor Americano, o prêmio é concedido anualmente pelo Centro John F. Kennedy de Artes Cênicas. Ele recebeu o prêmio em uma cerimônia em 22 de outubro de 2017.
| Ano  | Indicação                       | Associação             | Categoria                                              | Resultado |
| ---- | ------------------------------- | ---------------------- | ------------------------------------------------------ | --------- |
| 1981 | The David Letterman Show        | Daytime Emmy Awards    | Anfitrião em uma série de variedades                   | Venceu    |
| 1981 | The David Letterman Show        | Daytime Emmy Awards    | Realização individual - roteirista                     | Venceu    |
| 1984 | Late Night with David Letterman | Primetime Emmy Awards  | Roteirista em programa de variedade, música ou comédia | Venceu    |
| 1984 | Late Night with David Letterman | Primetime Emmy Awards  | Programa de variedade, música ou comédia               | Indicado  |
| 1985 | Late Night with David Letterman | Primetime Emmy Awards  | Roteirista em programa de variedades                   | Venceu    |
| 1985 | Late Night with David Letterman | Primetime Emmy Awards  | Programa de variedade, música ou comédia               | Indicado  |
| 1986 | Late Night with David Letterman | Primetime Emmy Awards  | Roteirista em programa de variedade, música ou comédia | Venceu    |
| 1986 | Late Night with David Letterman | Primetime Emmy Awards  | Programa de variedade, música ou comédia               | Indicado  |
| 1987 | Late Night with David Letterman | Primetime Emmy Awards  | Roteirista em programa de variedade, música ou comédia | Venceu    |
| 1987 | Late Night with David Letterman | Primetime Emmy Awards  | Programa de variedade, música ou comédia               | Indicado  |
| 1988 | Late Night with David Letterman | Primetime Emmy Awards  | Roteirista em programa de variedade, música ou comédia | Indicado  |
| 1988 | Late Night with David Letterman | Primetime Emmy Awards  | Programa de variedade, música ou comédia               | Indicado  |
| 1989 | Late Night with David Letterman | American Comedy Awards | Mais engraçado em Especial de TV                       | Venceu    |
| 1989 | Late Night with David Letterman | American Comedy Awards | Roteirista em programa de variedade, música ou comédia | Indicado  |
| 1989 | Late Night with David Letterman | American Comedy Awards | Programa de variedade, música ou comédia               | Indicado  |
| 1990 | Late Night with David Letterman | Primetime Emmy Awards  | Roteirista em programa de variedade, música ou comédia | Indicado  |
| 1990 | Late Night with David Letterman | Primetime Emmy Awards  | Programa de variedade, música ou comédia               | Indicado  |
| 1991 | Late Night with David Letterman | Primetime Emmy Awards  | Roteirista em programa de variedade, música ou comédia | Indicado  |
| 1991 | Late Night with David Letterman | Primetime Emmy Awards  | Programa de variedade, música ou comédia               | Indicado  |
| 1992 | Late Night with David Letterman | Primetime Emmy Awards  | Programa de variedade, música ou comédia               | Indicado  |
| 1992 | Late Night with David Letterman | Primetime Emmy Awards  | Roteirista em programa de variedade, música ou comédia | Indicado  |
| 1993 | Late Night with David Letterman | Primetime Emmy Awards  | Programa de variedade, música ou comédia               | Indicado  |
| 1993 | Late Night with David Letterman | Primetime Emmy Awards  | Melhor roteirista individual                           | Indicado  |
| 1994 | Late Show with David Letterman  | Primetime Emmy Awards  | Programa de variedade, música ou comédia               | Venceu    |
| 1994 | Late Show with David Letterman  | Primetime Emmy Awards  | Mais engraçado em série de TV                          | Venceu    |
| 1994 | Late Show with David Letterman  | Primetime Emmy Awards  | Conquista individual em programa de TV                 | Indicado  |
| 1995 | Late Show with David Letterman  | American Comedy Awards | Mais engraçado em Especial de TV                       | Venceu    |
| 1995 | Late Show with David Letterman  | American Comedy Awards | Roteirista em programa de variedade, música ou comédia | Indicado  |
| 1995 | Late Show with David Letterman  | American Comedy Awards | Conquista individual em programa de TV                 | Indicado  |
| 1996 | Late Show with David Letterman  | Primetime Emmy Awards  | Roteirista em programa de variedade, música ou comédia | Indicado  |
| 1996 | Late Show with David Letterman  | Primetime Emmy Awards  | Roteirista em programa de variedade, música ou comédia | Indicado  |
| 1997 | Late Show with David Letterman  | Primetime Emmy Awards  | Roteirista em programa de variedade, música ou comédia | Indicado  |
| 1998 | Late Show with David Letterman  | Primetime Emmy Awards  | Roteirista em programa de variedade, música ou comédia | Indicado  |
| 1998 | Late Show with David Letterman  | Primetime Emmy Awards  | Melhor performance em programa de TV                   | Indicado  |
| 1999 | Late Show with David Letterman  | Primetime Emmy Awards  | Roteirista em programa de variedade, música ou comédia | Indicado  |
| 2000 | Late Show with David Letterman  | Primetime Emmy Awards  | Roteirista em programa de variedade, música ou comédia | Indicado  |
| 2000 | Late Show with David Letterman  | Primetime Emmy Awards  | Roteirista em programa de variedade, música ou comédia | Indicado  |
| 2001 | Late Show with David Letterman  | American Comedy Awards | Mais engraçado em série de TV                          | Venceu    |
| 2001 | Late Show with David Letterman  | Primetime Emmy Awards  | Roteirista em programa de variedade, música ou comédia | Indicado  |
| 2001 | Late Show with David Letterman  | Primetime Emmy Awards  | Melhor performance individual em programa de TV        | Indicado  |
| 2001 | Late Show with David Letterman  | Primetime Emmy Awards  | Roteirista em programa de variedade, música ou comédia | Indicado  |
| 2002 | Late Show with David Letterman  | Primetime Emmy Awards  | Roteirista em programa de variedade, música ou comédia | Indicado  |
| 2002 | Late Show with David Letterman  | Primetime Emmy Awards  | Roteirista em programa de variedade, música ou comédia | Indicado  |
| 2003 | Late Show with David Letterman  | Primetime Emmy Awards  | Roteirista em programa de variedade, música ou comédia | Indicado  |
| 2004 | Late Show with David Letterman  | Primetime Emmy Awards  | Roteirista em programa de variedade, música ou comédia | Indicado  |
| 2005 | Late Show with David Letterman  | Primetime Emmy Awards  | Roteirista em programa de variedade, música ou comédia | Indicado  |
| 2006 | Late Show with David Letterman  | Primetime Emmy Awards  | Roteirista em programa de variedade, música ou comédia | Indicado  |
| 2006 | Late Show with David Letterman  | Primetime Emmy Awards  | Melhor performance individual em programa de TV        | Indicado  |
| 2007 | Late Show with David Letterman  | Primetime Emmy Awards  | Roteirista em programa de variedade, música ou comédia | Indicado  |
| 2007 | Late Show with David Letterman  | Primetime Emmy Awards  | Melhor performance individual em programa de TV        | Indicado  |
| 2008 | Late Show with David Letterman  | Primetime Emmy Awards  | Roteirista em programa de variedade, música ou comédia | Indicado  |
| 2008 | Late Show with David Letterman  | Primetime Emmy Awards  | Melhor performance individual em programa de TV        | Indicado  |
| 2009 | Late Show with David Letterman  | Primetime Emmy Awards  | Roteirista em programa de variedade, música ou comédia | Indicado  |
| 2009 | Late Show with David Letterman  | Primetime Emmy Awards  | Programa de variedade, música ou comédia               | Indicado  |
| 2011 | Late Show with David Letterman  | The Comedy Awards      | Prêmio Johnny Carson de Comédia                        | Venceu    |
| 2012 | David Letterman                 | Prêmio Kennedy         | Indivíduo contemplado                                  | Venceu    |
| 2015 | Late Show with David Letterman  | Primetime Emmy Awards  | Programa de variedade e entrevistas                    | Indicado  |
| 2015 | David Letterman                 | Peabody Awards         | Prêmio Individual                                      | Venceu    |
| 2017 | David Letterman                 | Mark Twain             | Indivíduo contemplado                                  | Venceu    |